# Tronul însângerat
Tronul însângerat (蜘蛛巣城 Kumonosu-jō?, „Castelul Păienjenișul”) este un film japonez din 1957 regizat de Akira Kurosawa după un scenariu inspirat din tragedia Macbeth (1606) a lui William Shakespeare. El este primul dintr-o trilogie de filme ale lui Kurosawa inspirate din piesele lui Shakespeare, fiind urmat de Escrocii dorm în pace (1960), o reimaginare contemporană a piesei Hamlet, și de Ran (1985), care a împrumutat mult din tragedia Regele Lear.
Kurosawa era captivat de mai multă vreme de piesa lui Shakespeare și s-a gândit să realizeze un film inspirat din această operă literară, dar a fost nevoit să-și amâne proiectul după ce a aflat că Orson Welles urma să lanseze o nouă versiune a filmului expresionist Macbeth (1948). Tronul însângerat transpune acțiunea piesei Macbeth din Scoția medievală în Japonia feudală, folosind elemente stilistice specifice teatrului tradițional japonez nō. Protagoniștii filmului, interpretați de Toshirō Mifune și Isuzu Yamada, sunt modelați după personajele shakespearene Macbeth și Lady Macbeth. Filmările au fost realizate în apropierea muntelui Fuji și în mijlocul unei plantații de orez din peninsula Izu, precum și pe platourile companiei Toho din Tokyo.
Tronul însângerat este o adaptare liberă a tragediei shakespearene, care urmează destul de fidel linia narativă a sursei sale literare, dar, prin cinematică și efectele vizuale bogate, constituie mai degrabă o creație originală. Povestea este relatată într-un flashback după mulți ani de la moartea tuturor personajelor. La fel ca piesa de teatru a lui Shakespeare, filmul prezintă povestea unui războinic care își asasinează monarhul la îndemnul ambițioasei sale soții și este ucis apoi de inamicii săi. Într-un sfârșit ușor modificat, arcașii din castel se întorc împotriva generalului Washizu (personajul inspirat de Macbeth) și îl ciuruiesc cu săgeți.
În ciuda schimbării locului în care se desfășoară acțiunea și a numeroaselor libertăți creative, Tronul însângerat este considerat adesea una dintre cele mai bune adaptări cinematografice ale piesei Macbeth. Filmul lui Kurosawa a câștigat două premii Mainichi: premiul pentru cel mai bun actor (Toshirō Mifune) și premiul pentru cele mai bune decoruri (Yoshirō Muraki) și un premiu Kinema Junpō: premiul pentru cea mai bună actriță (Isuzu Yamada).

## Rezumat
Generalii Taketoki Washizu și Yoshiaki Miki sunt vechi camarazi de arme și comandanți ai unor fortărețe din garnizoana de nord a domeniului feudal stăpânit de lordul Kuniharu Tsuzuki. Aflați pe drumul spre castelul seniorului, după respingerea incursiunii militare a lordului vecin Inui și înăbușirea revoltei generalului Fujimaki, ei se rătăcesc în Pădurea Păienjenișul și întâlnesc o vrăjitoare („duhul pădurii”) care le prezice viitorul. Duhul pădurii îi anunță că Washizu va fi numit chiar în acea zi comandantul garnizoanei de nord și că Miki va deveni comandant al fortăreței 1. Potrivit predicției dezvăluite celor doi, Washizu urmează să devină mai târziu seniorul domeniului feudal, dar domnia sa va fi scurtă și îi va succeda curând fiul lui Miki. Cei doi războinici ajung apoi la castel, iar lordul Tsuzuki îi recompensează așa cum prezisese vrăjitoarea. Washizu îi dezvăluie mai târziu soției sale, Asaji, predicția duhului pădurii, iar ea îl îndeamnă să-l ucidă pe senior pentru ca a doua parte a profeției să devină realitate.
Ajuns în vizită în garnizoana de nord cu ocazia pregătirii în secret a unei ofensive militare, lordul Tsuzuki este ucis de Washizu, cu ajutorul soției sale, care toarnă un somnifer în sake-ul pentru străjerii lordului, făcându-i să adoarmă. Când Washizu se întoarce șocat de ceea ce făcuse, Asaji îi smulge sulița însângerată și o pune în mâinile unuia dintre cei trei străjeri inconștienți. Ea începe apoi să strige, alertându-i pe însoțitorii lordului, iar Washizu îl ucide pe străjer înainte ca acesta să aibă șansa să-și susțină nevinovăția. Izbucnește o încăierare, iar prințul Kunimaru, fiul lordului Tsuzuki, și generalul Noriyasu pornesc în goană către Castelul Păienjenișul și, ajunși acolo, îi cer lui Miki să deschidă porțile. În loc să-și îndeplinească datoria, Miki ordonă arcașilor să tragă asupra celor doi fugari pentru a-i alunga, iar mai târziu îi deschide porțile lui Washizu, recunoscându-l ca noul stăpân al castelului. Manipulat de soția sa, Washizu nu este sigur de loialitatea lui Miki, dar hotărăște să-l numească pe fiul lui Miki ca moștenitor al tronului pentru că el și Asaji nu au niciun copil. Cu toate acestea, Asaji îi spune că este însărcinată, ceea ce îi creează noului stăpân o dilemă cu privire la moștenitorul său; Washizu trimite un asasin care să-i elimine pe Miki și pe fiul acestuia.
În timpul banchetului de încoronare, Washizu este agitat ca urmare a lipsei lui Miki și a fiului acestuia și bea o cantitate mare de sake. El își pierde autocontrolul la un moment dat și i se pare că fantoma palidă a lui Miki îi apare brusc în față. Cuprins de panică în acea stare de delir, Washizu dezvăluie ce i s-a întâmplat lui Miki exclamând că este dispus să-l ucidă a doua oară pe Miki, apoi își scoate sabia și lovește cu ea salteaua pe care trebuia să șadă Miki. Asaji încearcă să-i liniștească pe oaspeți și le spune că soțul ei a băut prea mult și are halucinații. Unul dintre asasini ajunge mai târziu la castel cu capul tăiat al lui Miki și îl anunță pe Washizu că fiul lui Miki a scăpat. Washizu este îngrozit de faptul că și-a trădat cel mai bun prieten și îl ucide pe asasin, apoi lansează zvonul că Miki a fost ucis de samuraii lordului Inui.
Oștenii lordului Washizu încep să dezerteze, temându-se de comportamentul răzbunător al noului stăpân, și trec pe teritoriul lordului Inui, unde se refugiaseră deja prințul Kunimaru, generalul Noriyasu și fiul lui Miki. Asaji naște mai târziu un copil deja mort, iar Washizu este tulburat atunci când își dă seama că uciderea lui Miki a fost inutilă. În acest timp, inamicii se coalizează împotriva lui și pregătesc un atac masiv. Aflat în mare nevoie de ajutor pentru lupta iminentă cu dușmanii săi, Washizu se întoarce în pădure pentru a invoca duhul. Vrăjitoarea îi spune că va fi învins în luptă abia atunci când arborii Pădurii Păienjenișul vor porni să atace castelul. Încrezător în victoria sa, Washizu divulgă această profeție propriilor săi oșteni și apoi ține apoi un consiliu de război, în timpul căreia încăperea este invadată brusc de multe păsări, întâmplare pe care generalii săi o percep ca un semn rău.
A doua zi dimineață, Washizu este trezit de țipetele însoțitorilor și o găsește pe Asaji într-o stare semicatatonică, încercând să spele urmele imaginare de sânge de pe mâinile ei. Un zgomot de trupe se produce în afara camerei, iar un soldat panicat îl anunță pe stăpân că arborii din Pădurea Păienjenișul au pornit la atac, făcând ca profeția vrăjitoarei să se împlinească. Washizu încearcă zadarnic să-și determine trupele să atace inamicul ascuns în ceață, deoarece samuraii, dezamăgiți de conducerea sa tot mai nesigură, îl acuză de asasinarea lordului Tsuzuki și se întorc împotriva lui pentru a potoli mânia generalului Noriyasu și a fiului lui Miki. Un număr mare de săgeți încep să-l țintească, iar Washizu moare ciuruit chiar în momentul în care forțele atacatoare se apropie de porțile castelului. Se descoperă astfel că oștenii inamici tăiaseră copaci din pădure în noaptea anterioară și înaintaseră camuflați de frunziș către castel.

## Distribuție

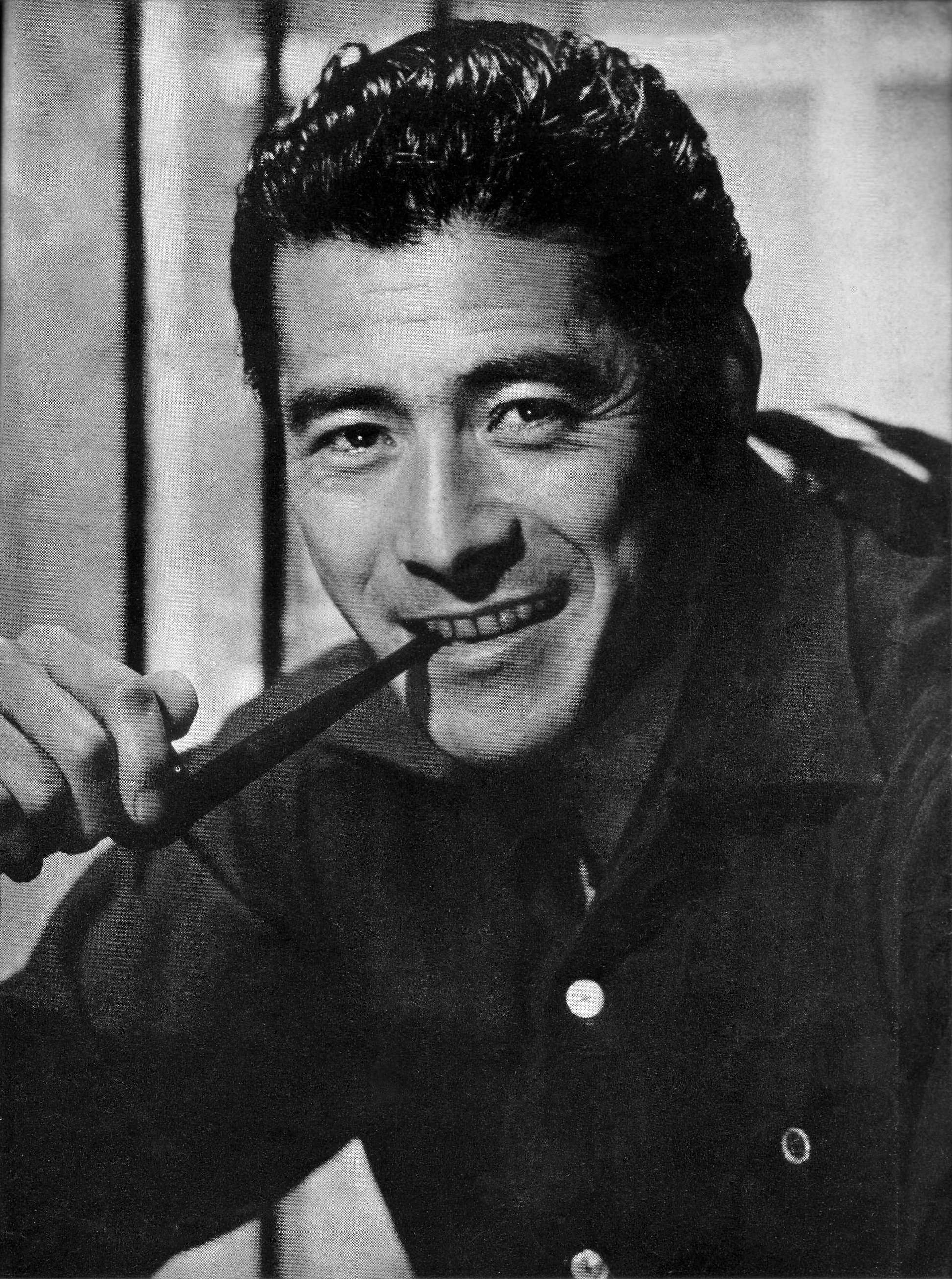
Toshirō Mifune, interpretul generalului Washizu.

| Actor             | Personaj                                                                    | Personaj analog din Macbeth  |
| ----------------- | --------------------------------------------------------------------------- | ---------------------------- |
| Toshirō Mifune    | generalul Taketoki Washizu (鷲津 武時?), comandantul Fortăreței 1           | generalul Macbeth            |
| Isuzu Yamada      | Asaji Washizu (鷲津 浅茅?), soția gen. Washizu                              | Lady Macbeth                 |
| Takashi Shimura   | generalul Noriyasu Odagura (小田倉 則保?)                                   | baronul Macduff              |
| Akira Kubo        | Yoshiteru Miki (三木 義照?), fiul gen. Miki                                 | Fleance, fiul lui Banquo     |
| Hiroshi Tachikawa | Kunimaru Tsuzuki (都築 国丸?), fiul lordului Tsuzuki                        | Malcolm, fiul regelui Duncan |
| Minoru Chiaki     | generalul Yoshiaki Miki (三木 義明?), comandantul Fortăreței 2              | generalul Banquo             |
| Takamaru Sasaki   | lordul Kuniharu Tsuzuki (都築 国春?)                                        | regele Duncan                |
| Kokuten Kōdō      | comandant militar bătrân                                                    |                              |
| Kichijirō Ueda    | slujitor al lui Washizu                                                     |                              |
| Eiko Miyoshi      | doamna de onoare în vârstă de la castel                                     |                              |
| Chieko Naniwa     | Duhul Pădurii Păienjenișul (物の怪の妖婆?), întruchipat de o femeie bătrână | Cele trei vrăjitoare         |
| Nakajiro Tomita   | comandant militar II                                                        |                              |
| Yū Fujiki         | samurai în slujba lui Washizu                                               |                              |
| Sachio Sakai      | samurai în slujba lui Washizu                                               |                              |
| Shin Otomo        | samurai în slujba lui Washizu                                               |                              |
| Yoshio Tsuchiya   | samurai în slujba lui Washizu                                               |                              |
| Senkichi Omura    | samurai în slujba lui Washizu                                               |                              |
| Yoshio Inaba      | comandant militar III                                                       |                              |
| Takeshi Katō      | străjerul ucis de Washizu                                                   |                              |
| Isao Kimura       | samurai fantomă                                                             |                              |
| Seiji Miyaguchi   | samurai fantomă                                                             |                              |
| Nobuo Nakamura    | samurai fantomă                                                             |                              |

## Producție

### Ideea realizării filmului

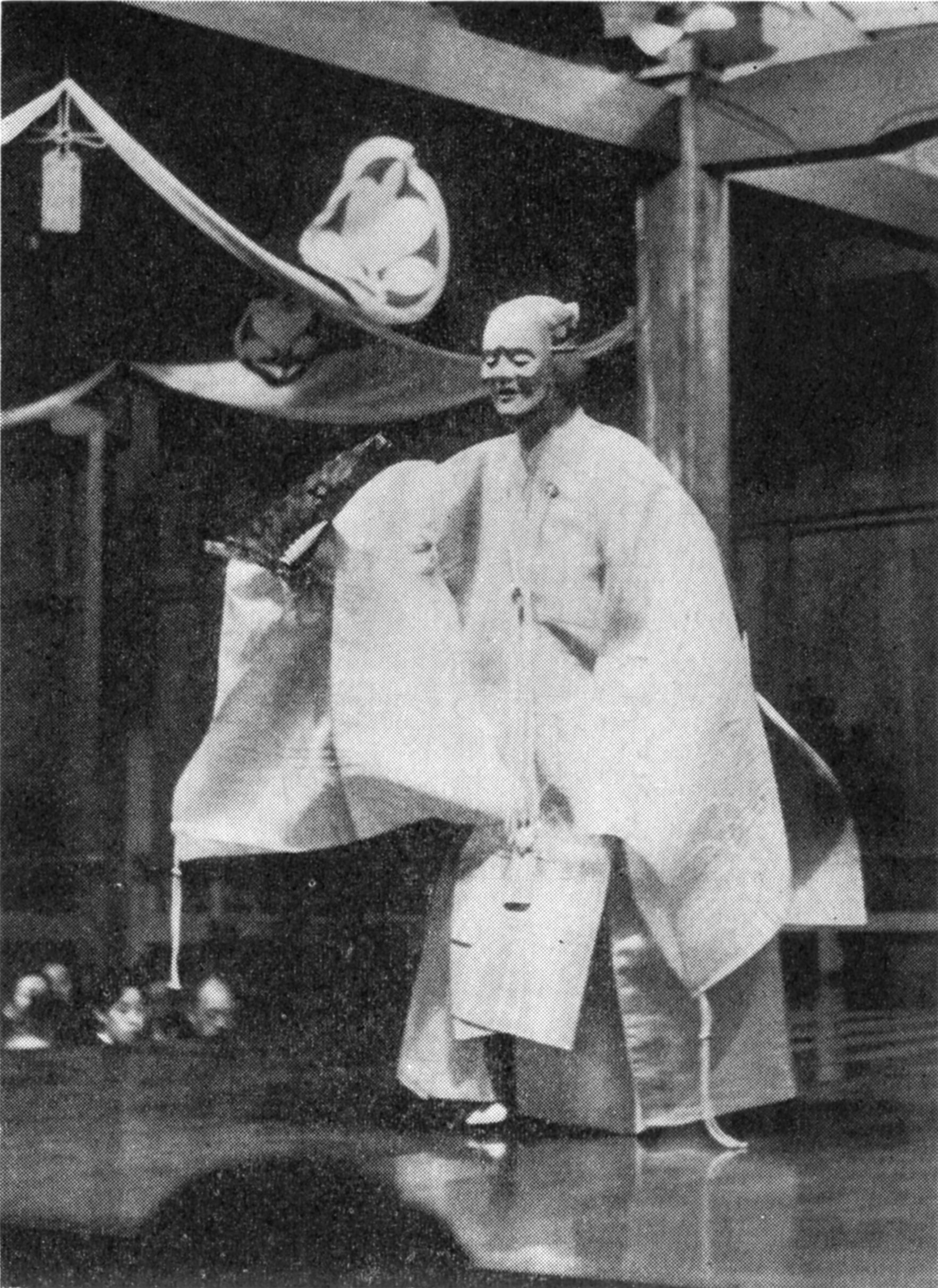
Tronul însângerat a fost influențat de stilul teatral nō.

Piesele lui William Shakespeare au început să fie citite în Japonia odată cu Restaurația Meiji din 1868, dar au fost interzise în timpul celui de-al Doilea Război Mondial pentru că nu erau japoneze. Potrivit propriilor afirmații, regizorul Akira Kurosawa fusese captivat de mai multă vreme de piesa Macbeth a lui Shakespeare și s-a gândit să realizeze un film inspirat din această operă literară. El a intenționat să realizeze o adaptare japoneză a piesei după ce a încheiat lucrul la Rashomon (1950), dar, aflând că Orson Welles urma să lanseze o nouă versiune a filmului expresionist Macbeth (1948), a hotărât să amâne acest proiect. Anterior, în 1949, când Keisuke Kinoshita i-a cerut să se gândească la un proiect cinematografic pentru actorul Tsumasaburō Bandō, Kurosawa a propus o variantă a piesei Macbeth cu acțiunea în perioada Sengoku.
Tragedia Macbeth (1606) a lui Shakespeare este inspirată din istoria Scoției. Acțiunea ei are loc la jumătatea secolului XI-lea, într-o perioadă de război civil, când regele Duncan I (1034–1040) a efectuat o incursiune pe teritoriul nobilului Macbeth din nordul Scoției și a fost ucis în luptă. Macbeth i-a succedat ca rege în 1040, deoarece fiul lui Duncan, Malcolm (viitor rege în perioada 1058–1093), era doar un copil, și a domnit până în 1057, când a fost ucis de Malcolm în urma invaziei engleze. Anterior, bunicul lui Duncan, Malcolm al II-lea (1005–1034), devenise rege prin uciderea unui prinț rival și îi eliminase pe rivalii la tron pentru a asigura succesiunea lui Duncan.
Kurosawa a hotărât să mute acțiunea de pe platourile înalte ale Scoției (Scottish Highlands) în munții înalți ai Japoniei,
 considerând că Scoția și Japonia aveau aceleași probleme social-politice în Evul Mediu. Japonia trecea în secolul al XVI-lea printr-o perioadă de război civil (la fel ca Scoția în secolul al XI-lea), cunoscută ca perioada Sengoku, în care lorzii invadau teritoriile clanurilor rivale, îi ucideau pe aliați și erau uciși apoi de vasali. Kurosawa credea că prezentarea acestor întâmplări istorice îi putea face pe membrii societății contemporane să tragă o serie de învățăminte. „Eu privesc viața din perspectiva omului obișnuit. Îmi aduc pur și simplu propriile mele sentimente în film. Atunci când analizez istoria Japoniei – sau istoria lumii în același mod – văd cum omul își repetă faptele la nesfârșit”, afirma cineastul. Acest comportament repetitiv are un efect distructiv, de aceea personajele lui Kurosawa încearcă să i se opună, cum este cazul personajului Watanabe din filmul Ikiru (1952). În plus, Macbeth ar putea servi ca o poveste de avertizare complementară filmului Ikiru, arătând efectele pierderii libertății interioare.
Dorind probabil să arate nebunia comportamentului uman, Kurosawa a eliminat momentele de introspecție aflate în tragedia lui Shakespeare și i-a transformat pe Macbeth și Lady Macbeth în personificări absolute ale ambiției, setei de putere și cruzimii. Potrivit criticului J. Blumenthal, ambiția și brutalitatea lor a fost „distilată până la materialitatea aproape pură”.
Tronul însângerat combină piesa lui Shakespeare cu stilul teatral tradițional nō (care era contemporan epocii prezentate în film). Kurosawa era un admirator al teatrului nō, pe care îl prefera în detrimentul teatrului kabuki, deoarece acest gen de teatru este plin de subtilitate și conține numeroase simboluri. Teatrul nō pune adesea accentul pe doctrina budistă a schimbării permanente a Universului. Astfel, potrivit acestei doctrine, Washizu își pierde puterea pe care a deținut-o vremelnic, în timp ce corul cântă că spiritul lui continuă să cutreiere lumea. După cum a mărturisit în anumite ocazii, Kurosawa a urmărit să încorporeze scenografia și mișcările corporale tipice stilului teatral nō, intenționând să creeze o dramă rituală cu aspect de mit. Spiritul răzbunător este un element comun miturilor orientale și occidentale, însă în miturile orientale nu există spirite care să acționeze fără motiv precum în miturile occidentale. În plus, cineastul a preluat măștile existente în teatrul nō, iar duhul rău este văzut, în diferite părți ale filmului, având fețe care amintesc de aceste măști, începând cu yaseonna (femeia bătrână). Alte elemente specifice teatrului nō sunt decorurile goale și fundalul muzical dominant (reprezentat îndeosebi prin sunetele flautului și a tobei). Existența unui număr mic de prim-planuri se datorează tot influenței teatrului nō.

### Scenariul

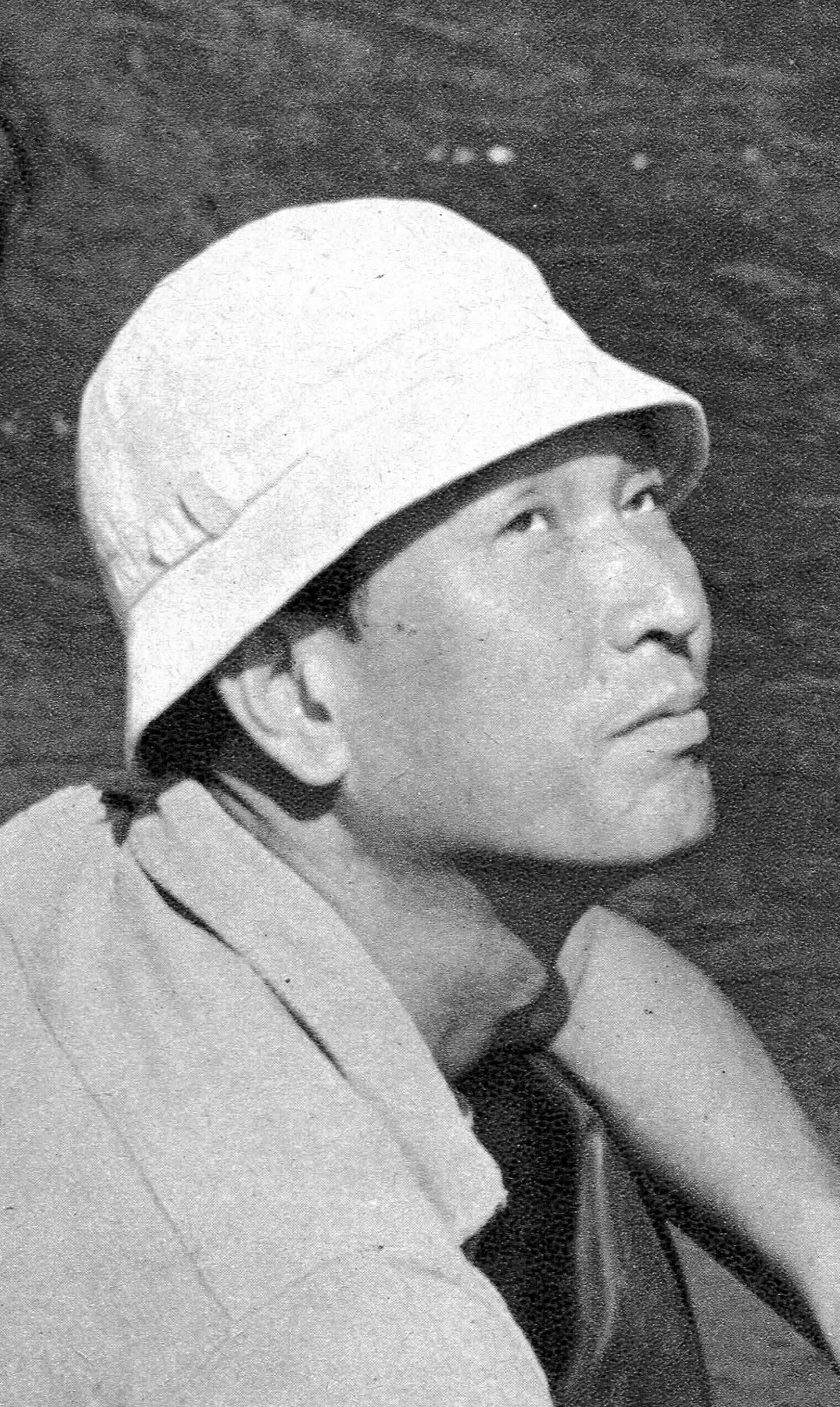
Akira Kurosawa pe platoul de filmare al filmului Cei șapte samurai. Fotografie din 1953.

Scenariul filmului a fost scris de Hideo Oguni, Shinobu Hashimoto, Ryūzō Kikushima și Akira Kurosawa. Cei patru scenariști se cunoșteau bine, deoarece mai colaboraseră și la alte filme, și s-au întâlnit în hanul lor favorit (ryokan). Fiind cel mai în vârstă, Oguni avea propria sa cameră în care să doarmă; Kurosawa și Kikushima au dormit în aceeași cameră deoarece sforăiau puternic și, potrivit lui Oguni, fiecare dintre ei s-a plâns de sforăitul celuilalt.
Cei patru scenariști au scris separat scenele filmului și apoi s-au întâlnit să discute între ei și să aleagă cea mai potrivită versiune. Kurosawa și Oguni au recitit de mai multe ori piesa lui Shakespeare în timpul scrierii scenariului, dar ceilalți doi scenariști nu aveau acest obicei. Hashimoto a afirmat că citise deja piesa în tinerețe și că a încercat mai degrabă să transpună ideile ei decât să redea fidel acțiunea. În rândul scenariștilor a existat temerea că povestea relatată în piesa lui Shakespeare nu va fi pe placul publicului cinefil contemporan, de aceea au renunțat la traducerea dialogului original. Scenariștii au redus numărul personajelor și au schimbat ordinea scenelor și circumstanțele morții personajelor. Astfel, creația literară și creația cinematografică nu mai sunt echivalente. Kurosawa ar fi conceput altfel scenariul dacă ar fi știut că el urma să regizeze filmul; scenariile scrise pentru alți regizori erau mai bogate în efecte vizuale decât cele scrise pentru el. El a mărturisit că i s-a întâmplat să vizualizeze scenele pe platoul de filmare într-un mod diferit față de cum le-a vizualizat când a scris scenariul.
La începutul anului 1956 Kurosawa avea trei contracte de producție cu compania Toho și a plănuit inițial să fie doar producător al acestui film și să încredințeze scenariul unui regizor mai tânăr (probabil Hiromichi Horikawa). Cu toate acestea, conducătorii companiei Toho, estimând bugetul filmului și considerând că producția va fi costisitoare, nu au dorit să riște și au insistat ca filmul să fie regizat chiar de Kurosawa. Concurența pe piața filmului devenise tot mai acerbă la mijlocul anilor 1950, iar companiile Toei și Nikkatsu începeau să amenințe pozițiile deținute de companiile Toho, Shochiku și Daiei prin producerea unor filme jidaigeki și a unor filme cu subiecte contemporane adresate în special publicului tânăr. Confruntată cu riscul pierderii cotei de piață, compania Toho a hotărât să-și întărească poziția cu ajutorul lui Kurosawa, autorul unor filme foarte populare și prestigioase, chiar dacă mai puțin profitabile financiar.

### Pregătiri
Odată ce a aflat că urma să regizeze filmul, Kurosawa a început să studieze litografiile tradiționale musha-e ce înfățișau samurai, scene de luptă și castele vechi. El l-a angajat ca supervizor artistic pe creatorul de costume Kōhei Ezaki, cu care colaborase la Cei șapte samurai, urmând să-l folosească din nou la filmul Fortăreața ascunsă (1958). Armurile erau grele și actorii se mișcau încet, iar fața era ascunsă de cască, ceea ce făcea dificilă distingerea personajelor. Ezaki a modificat căștile războinilor, la sugestia lui Kurosawa, iar meșterul armuriei Muneyasu Myochin a confecționat aceste căști pe baza schițelor lui.
Rolurile principale au fost atribuite încă de la început actorilor Toshirō Mifune și Isuzu Yamada. Mifune era actorul preferat al lui Kurosawa, în timp ce Yamada avea o mare experiență teatrală atunci când a apărut în rolul doamnei Washizu (corespondenta lui Lady Macbeth) din Tronul însângerat, primul film în care a colaborat cu Kurosawa. Ambii actori au fost machiați puternic, accentuându-le trăsăturile și sugerând prezența unor măști tipice teatrului nō. În timp ce figura lui Mifune sugerează o mască de războinic (heida), care este măcinat de ambiție și paranoia, Isuzu Yamada a creat personajului aspectul unei femei frumoase pe cale să se înnebunească (shakumi), probabil în urma posedării sale de spiritul pădurii. Scenele în care apar cei doi soți sunt asemănătoare cu compozițiile teatrale nō, în timp ce scena în care Asaji își spală urmele imaginare de sânge este o pură compoziție nō. Figurile altor personaje seamănă, de asemenea, cu măști din teatrul nō: generalul Miki poartă, în scena apariției fantomei sale, masca spectrului unui nobil (chūjō), iar vrăjitoarea din pădure amintește de masca vrăjitoarei muntelui yama-uba din piesa Yamanba.
| “ | Teatrul din Occident se bazează pe psihologia umană sau pe împrejurări; teatrul nō este diferit. În primul rând, teatrul nō are măști și, în timp ce se uită fix la ea, actorul devine omul pe care îl reprezintă masca. Spectacolul are, de asemenea, un stil definit și, dăruindu-se fidel acestuia, actorul devine posedat. Le-am arătat, prin urmare, fiecăruia dintre actori o fotografie a măștii din teatrul nō care se apropia cel mai mult de rolul respectiv și i-am spus că masca era rolul lui. | ” |

### Construirea decorurilor
Scenograful Yoshirō Muraki, un alt colaborator vechi al cineastului, a fost însărcinat cu proiectarea și construirea decorurilor filmului. Cei doi au studiat amplasamentul și structura defensivă a castelelor vechi, nu numai a castelelor din apropierea orașului Tokyo, și au hotărât ca zidurile să fie blindate și negre pentru a crea un efect vizual puternic în noianul de ceață care înconjoară castelul. Decorurile create de Yoshirō Muraki erau „mari și spectaculoase”, afirma Teruyo Nogami, o veche colaboratoare a lui Kurosawa, iar niciun scenograf japonez nu era mai priceput ca Muraki la construirea castelelor precum castelul negru din Tronul însângerat (1957), de la poalele muntelui Fuji, sau castelul în flăcări din filmul Haos (1985), care era o imitație a castelului Maruoka din prefectura Fukui.
Castelul Păienjenișul urma să fie construit pe platoul muntelui Fuji datorită prezenței unui sol vulcanic negru și a stratului persistent de ceață. Pe un platou deschis de la poalele muntelui Fuji a fost construit un castel care, odată terminat, i s-a părut cineastului că nu ar avea un aspect autentic. Kurosawa a cerut companiei Toho să-i permită realizarea unui castel așa cum își dorea el și să elimine constrângerile bugetare impuse anterior. Întregul platou a fost, prin urmare, demolat. După un schimb divergent de opinii cu Ezaki, care dorea un castel înalt și falnic, Kurosawa a decis construirea unui castel mai mic pe un versant abrupt și neguros al muntelui Fuji. Platoul de filmare construit era atât de mare încât putea fi văzut într-o zi însorită din orașul Gotemba, de la poalele muntelui Fuji.

După propriile cuvinte ale lui Kurosawa: 
| “ | A fost un film foarte greu de realizat. Am decis că platoul principal de filmare al castelului trebuia construit pe versantul muntelui Fuji, nu pentru că am vrut să arăt acest munte, ci pentru că are tocmai peisajul impresionant pe care l-am dorit. Și pentru că el este de obicei învăluit în ceață. Mă hotărâsem că voiam multă ceață în acest film. [...] Construirea platoului de filmare a fost foarte dificilă, deoarece nu aveam suficienți oameni, iar locul era atât de îndepărtat de Tokyo. [...] Am muncit cu toții foarte mult, curățând terenul și construind platoul. Îmi amintesc că munca noastră pe acest versant abrupt și neguros ne-a epuizat complet; aproape că ne-am îmbolnăvit. | ” |

Lipsa personalului calificat și depărtarea de Tokyo l-au determinat pe cineast să solicite sprijinul unui batalion de pușcași marini de la o bază militară americană din apropiere. Japonezii și americanii au lucrat din greu la curățarea terenului și la amenajarea platoului de filmare. Aici au fost filmate doar scenele din exteriorul castelului.
Curtea interioară a castelului a fost construită în studioul Tamagawa al companiei Toho, din suburbiile orașului Tokyo, fiind amenajată cu sol vulcanic adus de pe muntele Fuji pentru a se potrivi cu solul din exteriorul castelului. Scenele interioare au fost filmate într-un studio mai mic din Tokyo. Scenele din Pădurea Păienjenișul erau formate dintr-o combinație de secvențe filmate în pădurea de pe muntele Fuji și secvențe filmate în studioul din Tokyo. Scenele de la conacul lui Washizu au fost filmate într-un loc îndepărtat de pe peninsula Izu, în mijlocul unei plantații de orez dintr-o vale greu accesibilă, iar fermierii din vecinătate au fost angajați ca figuranți.

### Filmări

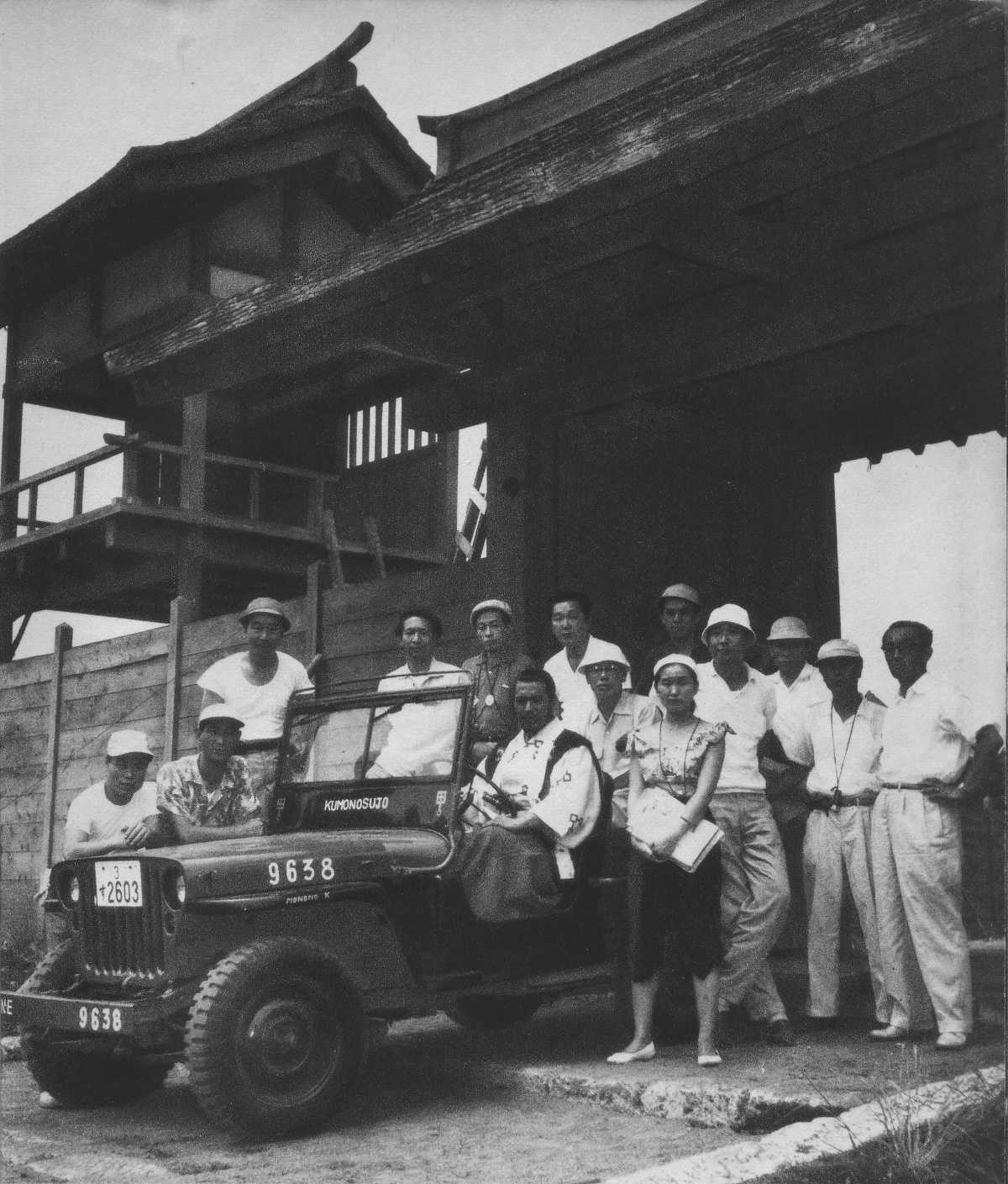
Kurosawa, împreună cu câțiva membri ai distribuției și ai echipei tehnice, pe platoul de filmare al producției Tronul însângerat.

Filmul a fost produs de compania Toho, fiind filmat pe o peliculă alb-negru prelucrată în laboratoarele Toho Developing. Producătorii filmului au fost Sōjirō Motoki și Akira Kurosawa. Costul de producție a fost foarte mare, așa cum estimaseră conducătorii companiei Toho, ajungând la suma de 120 de milioane de yeni, adică de aproximativ șase ori costul obișnuit al unui film japonez din acea vreme.
Kurosawa a decis să filmeze pe peliculă alb-negru pentru a reda imaginea întunecată și violentă a unei lumi războinice, care contrasta cu imaginea colorată și excesiv de ornamentată a filmelor seriei Musashi Miyamoto, regizate de Hiroshi Inagaki. Povestea este relatată în flashback după mulți ani de la moartea tuturor personajelor, cineastul ținându-și la distanță publicul de personaje prin imaginile cețoase și întunecate ale unei lumi fără speranță în care totul este predestinat, ca într-o pictură naturalistă. Tronul însângerat constituie, în opinia teoreticianului Stephen Prince, profesor de film la Universitatea de Stat și Institutul Politehnic Virginia, un precursor al pesimismului creațiilor ulterioare ale lui Kurosawa, Kagemusha (1980) și Ran (1985).
Audițiile pentru rolurile minore și primele repetiții au început la sfârșitul primăverii anului 1956. Au fost efectuate apoi repetiții în costume grele pentru ca actorii să se obișnuiască cu ele și pentru a le face să pară purtate. Au fost folosite săbii reale, spre deosebire de alte filme jidaigeki, deoarece Kurosawa voia ca actorii să se comporte exact ca niște adevărați samurai și să simtă greutatea săbiei atunci când se deplasau.
Filmările au început la 29 iunie 1956 și s-au desfășurat pe tot parcursul verii și toamnei. Cineastul a filmat unele scene cu mai multe camere în același timp, ceea ce i-a permis să creeze secvențe dinamice. Camerele aveau obiective cu distanțe focale diferite și filmau din unghiuri diferite aflate la distanțe diferite pentru ca acțiunea să aibă continuitate și să nu trebuiască întreruptă și reluată. După câteva zile de filmare la Gotemba (în zona muntelui Fuji) și în pădurile din prefectura Nara, echipa s-a întors la Tokyo, unde au fost efectuate filmări în studiourile companiei Toho în lunile iulie, august și septembrie.
Scena traversării Pădurii Păienjenișul de la început a fost dificil de filmat deoarece se filma de la distanță cu teleobiectiv, iar caii în galop ieșeau adesea din cadru. Coliba vrăjitoarei a fost construită în studioul din Tokyo, iar montajul inteligent a făcut să nu se observe lipsa de continuitate a scenelor. Următoarea scenă în care cei doi generali călăresc prin ceață către castel a fost chiar mai dificilă, deoarece directorul de imagine Asakazu Nakai nu îi putea vede pe actori și nu le putea transmite indicații, iar actorii au trebuit să ghicească unde sunt și în ce direcție trebuiau să se îndrepte. În timp ce majoritatea regizorilor ar fi folosit fum artificial în această scenă, cineastul japonez, recunoscut pentru perfecționismul său, a așteptat zile întregi pe muntele Fuji ca să apară ceața și apoi să se ridice. Păsările care tulbură consiliul de război, fugărite de tăierea copacilor din Pădurea Păienjenișul, proveneau de la două magazine de profil din Tokyo, deținute de Kōichi Hamamura. Proprietarul magazinelor a încercat zadarnic să prevină zborul păsărilor către libertate.
Căldura a fost înăbușitoare în acea vară, iar unii actori au făcut față cu greu. Takeshi Katō, care-l interpreta pe străjerul ucis de Washizu, a trebuit să stea o lungă perioadă nemișcat până ce era ucis. Actorul și-a pus sub costum o bucată de lemn care trebuia să oprească sabia, dar mișcarea lui Mifune a fost atât de rapidă și de puternică încât bucata de lemn s-a despicat și sabia a înțepat pielea, lăsând o cicatrice permanentă. Scena morții lui Washizu, în care proprii săi arcași se întorc împotriva lui și trag cu săgeți în el, a fost realizată de fapt cu săgeți reale, trase de arcași iscusiți și experimentați. Kurosawa ar fi vrut să folosească arcași amatori, dar Mifune l-a oprit. În timpul filmărilor, Mifune și-a fluturat brațele, indicând direcția în care urma să se îndrepte, pentru a evita ca arcașii să-l nimerească accidental. Actorul nu s-a prefăcut, iar frica din ochii personajului este reală. Înspăimântat, Mifune a visat în noaptea următoare că se afla în mijlocul unui bombardament.
Perfecționismul regizorului a afectat inclusiv femeile: actrița Isuzu Yamada a primit dispoziția să rămână „țeapănă și imobilă”, fiindu-i interzis să clipească sau să facă mișcări bruște, și să-și exprime emoțiile prin mișcări corporale subtile și prin modificarea tonalității vocii. Foarte riguros cu unele scene, Kurosawa își lăsa alteori actorii fără indicații. Yamada a dorit să discute cu regizorul scena în care Asaji își spală urmele imaginare de sânge de pe mâini, însă Kurosawa i-a răspus laconic că nu se pricepe la treburile femeiești și a lăsat-o să procedeze cum credea ea că era mai bine. Actrița a repetat acasă, spălându-și de mai multe ori mâinile la chiuveta din propria locuință. Scena nebuniei lui Asaji a fost filmată la miezul nopții, iar regizorul s-a declarat foarte mulțumit de interpretarea lui Isuzu Yamada.
În luna octombrie au avut loc alte filmări la Gotemba, iar în luna următoare s-a filmat la conacul lui Washizu din apropiere de Izunagaoka. Faza de postproducție, care a inclus montajul cadrelor, prelucrarea vocilor pentru postsincron (mai ales a vrăjitoarei) și înregistrarea muzicii, a fost încheiată în ianuarie 1957. Durata filmului este de 110 de minute. Lungimea peliculei este de 3.006 m.

## Particularități
Filmul urmează destul de fidel linia narativă a piesei de teatru, existând, cu excepția mutării acțiunii din Scoția în Japonia, o serie de diferențe minore. Scenele de început și de sfârșit ale Tronului însângerat arată ruinele unui castel și câteva pietre funerare vechi, învăluite în negură, semănând cu cele din filmul Guvernatorul Sansho (1954) al lui Kenji Mizoguchi, film pe care Kurosawa îl admira mult. Aceste scene sugerează efemeritatea omului și zădărnicia ambițiilor umane, deoarece orice om, oricât de puternic ar fi, este sortit să moară.
Spre deosebire însă de filmul lui Mizoguchi, această imagine a efemerității este completată în Tronul însângerat atât la început, cât și la sfârșit de un cântec intonat de un cor nevăzut, care prezintă ideea morală a filmului:
| “ | Priviți aceste ruine Ale castelului deziluziilor Bântuit acum Doar de duhurile celor care au pierit... Un câmp al măcelului Iscat din dorința mistuitoare de mărire... Dorințele de felul acesta nu s-au stins Și nu se vor stinge niciodată... | ” |

Cântecul subliniază ideea că vanitatea și ambiția umană au cauzat distrugere și moarte, pentru ca în cele din urmă toți cei care au nutrit astfel de sentimente să-și sfârșească viața sub o piatră funerară. Prin intermediul acestui cântec, cineastul face „declarații poetice despre atemporalitatea răului omenesc și a autodistrugerii”, susține profesorul Stephen Prince. Întâmplările relatate în acest film — ascensiunea la putere și moartea lui Washizu — se înscriu într-un ciclu care se repetă la nesfârșit. Spre deosebire de regele Duncan din piesa lui Shakespeare, lordul pe care îl ucide Washizu a ajuns la putere prin uciderea predecesorului său, iar Washizu nu face decât să repete acest act de trădare. Pădurea labirintică prin care călăresc războinicii și calul care aleargă speriat în cerc în timpul plănuirii uciderii lordului sunt elemente care simbolizează circularitatea temporală a istoriei, dar, în același timp, și o goană constantă către nicăieri. Repetarea acestei idei la început și la sfârșit există și în Cei care calcă tigrul pe coadă (1945) — un film mai vechi al lui Kurosawa —, precum și în două piese de teatru ale lui Jean Cocteau: Oedip rege (1927) și Mașinăria infernală (1934). Corul care prezintă povestea este un element specific al teatrului nō.
O altă particularitate a filmului este lipsa de grandoare a generalului Washizu, Macbeth-ul lui Kurosawa. Cineastul demitizează personajul, prezentându-l ca un om măcinat de obsesii și de propriile temeri, care ucide pentru a nu fi ucis la rândul său. Sunt introduse, de asemenea, câteva scene cu semnificație magică precum părăsirea pădurii de către păsări și invadarea castelului.
Repetitivitatea acțiunilor întăresc ideea repetării la nesfârșit a istoriei: comandantul rebel Fujimaki care îl trădează pe lordul Tsuzuki este învins de Washizu, care își va trăda la rândul său stăpânul, Washizu îl ucide pe Tsuzuki așa cum și Tsuzuki își ucisese predecesorul, luptătorii din trecut reînviați de vrăjitoare sub forma unor fantome au avut aceleași ambiții ca Washizu și au pierit așa cum va pieri și el, soția lordului ucis se sinucide așa cum va proceda și doamna Asaji. Prin aceste repetiții fără sfârșit se sugerează, de asemenea, zădărnicia ambițiilor omenești.
Sfârșitul filmului este scurtat intenționat, lipsind orice informație cu privire la instaurarea păcii și restabilirea ordinii și sugerându-se că noii conducători nu vor fi diferiți de cei de dinaintea lor. Astfel, potrivit lui Stephen M. Buhler, profesor de literatura engleză la University of Nebraska-Lincoln, Kurosawa „nu oferă niciun discurs de victorie... el dărâmă orice speranță în rândul publicului că o nouă ordine poate sau trebuie să fie instaurată”.

## Lansare
Tronul însângerat a fost lansat oficial la 15 ianuarie 1957 în Japonia, unde a fost distribuit de compania Toho. A rulat într-o versiune cu durata de 110 minute și a adus venituri de 198 de milioane de yeni, mai mari decât orice alt film produs de Toho în acel an, dar mai mici decât a sperat compania producătoare. Nici măcar Azilul de noapte, celălalt film al lui Kurosawa lansat în același an, nu a avut succesul sperat de compania Toho. Recenziile criticilor japonezi au fost mixte spre pozitive. Criticii l-au acuzat pe cineast că ar avea o viziune învechită a cinematografiei, rămânând înțepenit în trecut prin utilizarea masivă a tehnicilor specifice teatrului nō, care apăruseră cu câteva secole înaintea epocii lui Shakespeare. Filmul a fost relansat la 2 februarie 1970, fiind difuzat împreună cu mediumetrajul Hoshizora no machi (1957, 56 min.) al lui Motoyoshi Oda. Scenaristul Oguni a afirmat că Tronul însângerat nu a avut un mare succes în Japonia, dar a ajuns în timp să aibă o mai mare reputație în străinătate.
În cursul acelui an, după prezentarea sa la Festivalul Internațional de Film de la Veneția (5 septembrie 1957), Tronul însângerat a fost vizionat în deschiderea primului Festival de Film de la Londra, găzduit de National Film Theatre (NFT), la 15 octombrie 1957. Alături de el, au mai fost vizionate și alte filme celebre precum Le Million (1931) al lui René Clair, Diligența (1939) lui John Ford, Hamlet (1948) al lui Laurence Olivier și Hoți de biciclete (1948) al lui Vittorio de Sica, în prezența tuturor regizorilor. Prințesa Margareta i-a premiat pe toți regizorii, iar prezentatoarea evenimentului a fost actrița Gina Lollobrigida. Cu această ocazie Kurosawa a ținut un discurs și s-a întâlnit cu regizorii străini, fiind entuziasmat îndeosebi de întâlnirea cu John Ford, unul dintre regizorii săi favoriți, care a avut loc în barul Hotelului Savoy, unde regizorul american locuia în perioada filmărilor la Gideon's Day (1958). O altă discuție memorabilă a avut-o cu marele actor și regizor britanic Laurence Olivier, autorul adaptării lui Hamlet, care s-a declarat impresionat de Tronul însângerat, dar a afirmat că „această interpretare a lui Macbeth este greșită”, deoarece personajul a suferit „într-un mod foarte uman”. Participarea la festivalul londonez a fost prima incursiune cinematografică a lui Kurosawa în Occident, iar, după revenirea sa în Japonia la 23 octombrie 1957, regizorul i-a invitat în mod neașteptat pe membrii echipei de producție la restaurantul aeroportului, unde le-a vorbit cu entuziasm despre această experiență.
Filmul a fost distribuit în Statele Unite ale Americii de compania Brandon Films într-o versiune cu subtitrare în limba engleză, care avea durata de 105 minute. Versiunea americană, intitulată Throne of Blood, a avut premiera la 22 noiembrie 1961.
Recenziile criticilor americani au fost în mare măsură favorabile. Criticul „Tube” al revistei Variety consemna că „din punct de vedere pur cinematografic, [Tronul însângerat] este notabil prin modul remarcabil în care explorează și extinde potențialul acestui mediu ca instrument de stimulare a simțurilor și emoțiilor publicului. El este un film desăvârșit, o creație reușită de atmosferă și de inovație fotografică care merită să fie văzută exclusiv în scopuri academice de fiecare student în domeniul cinematografiei, de la începători până la profesioniști”. „Nu este niciun dubiu acum că Akira Kurosawa trebuie numărat alături de Serghei Eisenstein și D.W. Griffith printre creatorii supremi de cinema. [...] [Tronul însângerat] este un spectacol zdruncinător de nervi de o violență fizică și metafizică, cea mai strălucită și originală încercare făcută vreodată de a-l ecraniza pe Shakespeare”, adăuga criticul revistei Time.
O opinie diferită a avut-o, ca de obicei, criticul Bosley Crowther de la The New York Times care a publicat o recenzie în care a susținut că filmul poate fi considerat amuzant prin modul în care combină westernul american cu teatrul japonez nō și a scris că „ciudata amalgamare a contrastele culturale îi provoacă unui occidental simțul umorului. [...] Dar, în cea mai mare parte, acțiunea acestei drame este grotesc de brutală și de barbară, amintind de spectacolul ecvestru din Cei șapte samurai al lui Kurosawa, cu Toshirō Mifune în rolul războinicului care mormăie și mugește monstruos și face gesturi sălbatice pentru a-și exprima entuziasmul și pofta. [...] În ochii noștri occidentali, filmul pare fantezist și amuzant [...], iar scena finală, în care eroul este atât de plin de săgeți încât arată ca un porc spinos, este o extravaganță picturală care cauzează un icnet final”.
În regiunea A, compania de distribuție americană The Criterion Collection a lansat filmul pe DVD în 2004 și apoi, zece ani mai târziu, într-o versiune cu sunet necomprimat pe suport Blu-ray. Noul pachet format din două discuri (Blu-ray și DVD) mai conține scurtmetrajul Kurosawa: It is Wonderful to Create și un comentariu realizat de Michael Jeck. Se poate opta între două subtitrări diferite în limba engleză: cea a criticului de film Donald Richie și cea a traducătoarei specializate Linda Hoaglund.

## Recepție

### Aprecieri critice

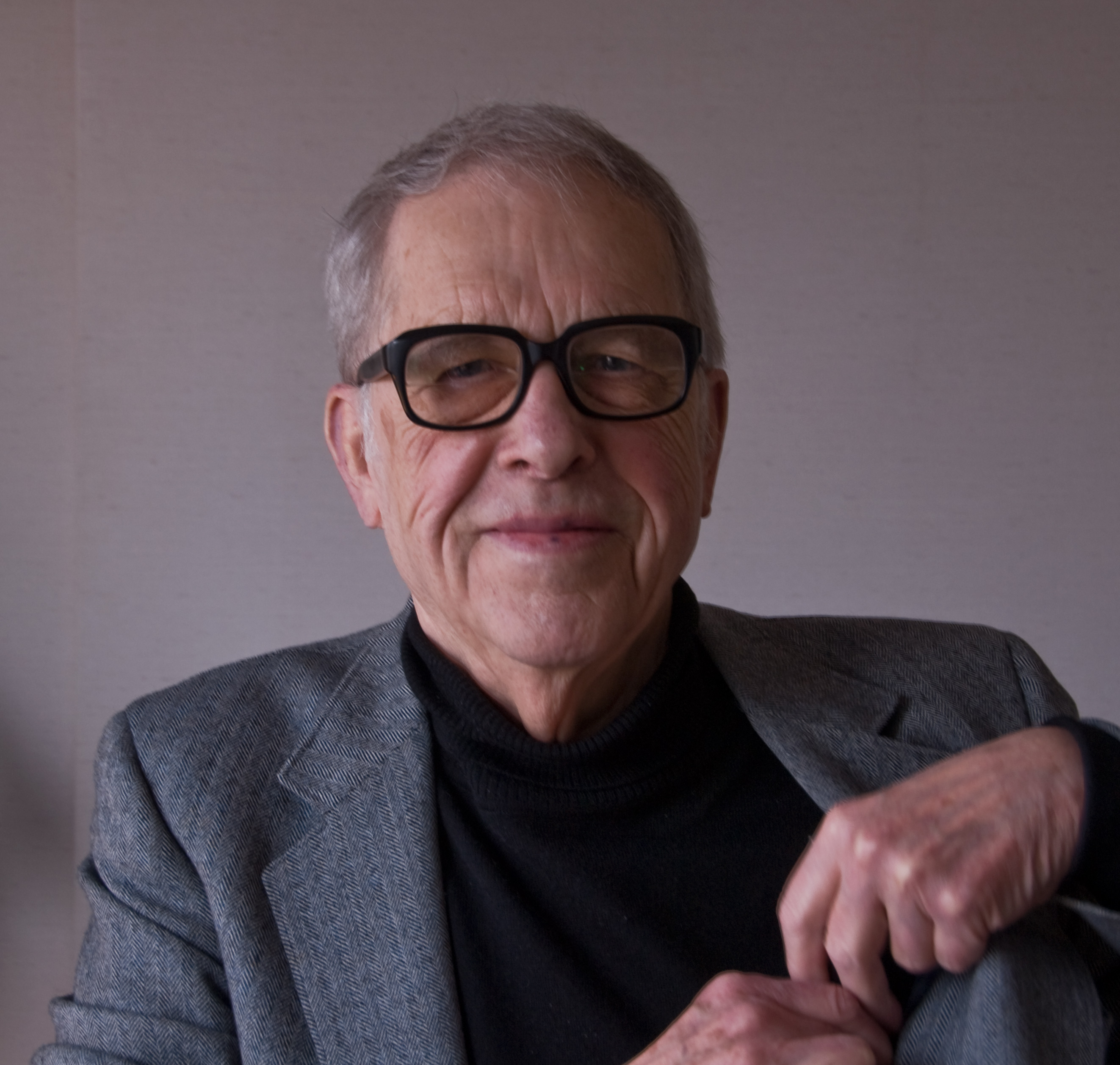
Niponologul Donald Richie, autorul lucrării de referință The Films of Akira Kurosawa, apărută în 1965.

Opiniile criticilor de film cu privire la Tronul însângerat s-au schimbat mult în următoarele decenii, transformându-se din opinii îngăduitoare și parțial favorabile în elogii aproape unanime. Filmul lui Kurosawa a fost evaluat de criticul literar american Harold Bloom drept „cea mai de succes versiune cinematografică a lui Macbeth”, iar această opinie este împărtășită de numeroși critici și cineaști. Unii critici actuali (precum Derek Malcolm de la The Guardian) au ajuns să îl considere chiar cea mai bună adaptare cinematografică a unei piese a lui Shakespeare. Criticul român Călin Căliman includea Tronul însângerat, alături de Rashomon, Cei șapte samurai și Barbă Roșie, printre filmele care au înscris numele regizorului Akira Kurosawa în „fondul de aur al cinematografului mondial”.
Spre deosebire de Idiotul (1951), adaptarea precedentă a unei opere literare de către Kurosawa, care a fost considerat un eșec creativ din cauza efortului minim de reimaginare a cărții în plan cinematografic, Tronul însângerat este o transpunere cinematografică creativă a unei opere scrise. Kurosawa a căutat aici metoda cea mai potrivită de transformare cinematografică a textului literar și a explorat capacitatea expresivă a imaginii, alternând uneori secvențe de acțiune dinamică și de imobilitate, după cum susținea teoreticianul Noël Burch.
Tronul însângerat a fost comparat frecvent cu tragedia Macbeth și a obținut elogii din partea criticilor, în ciuda numeroaselor deosebiri față de sursa literară originală. Criticii de film îl consideră, prin cinematica și efectele sale vizuale bogate, mai degrabă o creație originală decât o adaptare, cu toate că filmul urmează destul de fidel linia narativă a piesei de teatru. Criticul literar american Sylvan Barnet (profesor de literatură engleză la Tufts University din statul american Massachusetts și specialist în opera lui Shakespeare) a afirmat că „fără a ne îngrijora cu privire la fidelitatea față de original”, Tronul însângerat este „mult mai satisfăcător” decât majoritatea adaptările cinematografice după opera lui Shakespeare. În opinia regizorilor britanici Geoffrey Reeve și Peter Brook, Tronul însângerat este o capodoperă, dar nu poate fi considerat o adaptare a operei lui Shakespeare din cauza limbajului cinematografic original. În mod asemănător, criticul literar britanic Frank Kermode exclude în eseul „Shakespeare in the Movies” (publicat la 4 mai 1972 în The New York Review of Books) filmul lui Kurosawa din lista ecranizărilor din opera lui Shakespeare pentru că este „mai degrabă o aluzie decât o versiune a piesei Macbeth”.
Recenzia publicată în 1961 în revista Time a lăudat filmul lui Kurosawa, descriindu-l drept „o coborâre vizuală în infernul lăcomiei și al superstiției”. Scriind pentru The New York Times, criticul Bosley Crowther a considerat „amuzantă” ideea adaptării japoneze a unei opere a lui Shakespeare și a elogiat calitatea cinematografică a imaginilor. O opinie mai entuziastă a manifestat-o criticul american Donald Richie în cartea sa de referință The Films of Akira Kurosawa (1965), unde a scris că filmul lui Kurosawa este cu adevărat „o minune pentru că este făcut din atât de puțin: ceață, vânt, copaci, negură — pădurea și castelul”. Așa cum au observat numeroși critici, replicile poetice ale lui Shakespeare au fost transpuse desăvârșit într-o formă vizuală. Kurosawa „a scos poezia din replici și a introdus-o în mișcările personajelor și a camerei de filmat, punând în contrast decoruri și costume, și a conceput superb imaginile”, scria profesorul Jack J. Jorgens în cartea Shakespeare on Film (1977). Are loc, potrivit profesorului Stephen Prince, „o fuziune reală a cinematografiei cu teatrul”, care arată „cât de cinematografic poate fi teatrul în mâinile unui mare cineast”.
Istoricul de film Stuart Galbraith IV considera că, în ciuda lipsei umanismului, Tronul însângerat este „un film superb realizat”, o capodoperă estetică în care Kurosawa reușește să obțină „cinematografia pură” pe care a căutat-o pe tot parcursul carierei sale. Galbraith a elogiat, de asemenea, contribuția lui Nakai, consemnând că „imaginea alb-negru filmată de Asakazu Nakai este atât de frumoasă încât este imposibil să-ți imaginezi filmul în culori, ai putea mai degrabă să-ți imaginezi filmul Ran în alb-negru”. Această opinie fusese susținută anterior de Donald Richie care afirmase că „rareori a existat un film alb-negru mai alb-negru. [...] Nu există decolorări, nici dizolvări, nimic inconsistent, nimic fluid, nimic amorf”. Ceața servește în acest context ca dizolvant al imaginii, marcând tranziția către Japonia medievală și invers.
Enciclopedia cinematografică germană Lexikon des internationalen Films îl descrie astfel: „Macbeth-ul lui Shakespeare, cu un conținut fidel și cu o formă strălucită, are loc într-o epocă stilizată a cavalerilor japonezi. Drama sângeroasă a regicidului produs dintr-un exces de ambiție capătă însă un accent modern. Lupta fără scrupule pentru putere este la fel de odioasă ca asuprirea celor neputincioși. Kurosawa creează o epopee cu samurai de o putere vizuală copleșitoare, a cărei problemă etică de bază are o semnificație universală. O sinteză reușită a tradiției literare europene și a formelor rituale de reprezentare a culturii japoneze.”, în timp ce publicația germană de specialitate Evangelischen Filmbeobachter îl consideră un „film superb pus în scenă care urmărește îndeaproape povestea, dar a modificat personajul Macbeth. Cu toate acestea, regizorul a reușit să reflecte cinematografic profunzimea și tristețea operei originale. O creație strălucită care poate deveni o experiență pentru toți spectatorii deschiși la minte cu vârsta de peste 16 ani.”. Criticul american Leonard Maltin a acordat filmului patru stele (nota maximă) în cartea 2015 Movie Guide (2014), considerându-l „o adaptare artistică solidă”.
Tronul însângerat are în prezent un rating de aprobare de 96% pe site-ul agregatorului de recenzii Rotten Tomatoes, pe baza a 47 de recenzii (45 pozitive, 2 negative), cu o medie ponderată de 8,80/10. Consensul recenziilor de pe acest site este următorul: „Un vârf al carierei lui Akira Kurosawa și una dintre cele mai bune adaptări cinematografice ale unei piese de Shakespeare”.

### Premii
Tronul însângerat a obținut mai multe premii în Japonia, printre care: premiul Kinema Junpō pentru cea mai bună actriță (Isuzu Yamada, pentru rolurile din filmele Tronul însângerat, Azilul de noapte și Shitamachi), două premii Mainichi: pentru cel mai bun actor (Toshirō Mifune, pentru rolurile din filmele Tronul însângerat, Shitamachi și Azilul de noapte) și pentru cele mai bune decoruri (Yoshirō Muraki, pentru filmele Tronul însângerat și Azilul de noapte) și premiul Panglica Albastră pentru cele mai bune decoruri (Yoshirō Muraki, pentru filmele Tronul însângerat și Azilul de noapte). Filmul s-a clasat pe locul 4 în topul celor mai bune filme japoneze ale anului 1957, realizat de revista Kinema Junpō.
În plus, Yoshirō Muraki a fost distins cu premiul pentru tehnologie cinematografică al Societății de Inginerie Cinematografică din Japonia pentru arta construirii decorurilor filmului Tronul însângerat, iar Isuzu Yamada a câștigat premiul pentru actorie de film al ministrului educației.
A concurat, de asemenea, la festivalurile internaționale de film, fiind nominalizat la premiul Leul de Aur al Festivalului Internațional de Film de la Veneția din 1957. A obținut un premiu special la Festivalul Internațional de Film de la Lisabona.
Tronul însângerat a fost inclus în clasamentele filmelor publicate de revista Kinema Junpō, clasându-se pe locul 82 în „Topul celor mai bune 100 de filme japoneze ale tuturor timpurilor” (realizat în 1999) și pe locul 106 în „Topul celor mai bune 200 de filme japoneze ale tuturor timpurilor” (realizat în 2009).
| Premiu                                                       | Data ceremoniei               | Categorie                  | Laureat/laureați | Rezultat     | Note                  |
| ------------------------------------------------------------ | ----------------------------- | -------------------------- | ---------------- | ------------ | --------------------- |
| Festivalul Internațional de Film de la Veneția               | 25 august – 8 septembrie 1957 | Leul de Aur                | Akira Kurosawa   | Nominalizare | [ 150 ]               |
| Premiile Societății de Inginerie Cinematografică din Japonia | 1957                          | tehnologie cinematografică | Yoshirō Muraki   | Câștigat     | [ 148 ]               |
| Premiile Kinema Junpō                                        | 1958                          | cea mai bună actriță       | Isuzu Yamada     | Câștigat     | [ 34 ] [ 35 ] [ 154 ] |
| Premiile Mainichi                                            | 1958                          | cel mai bun actor          | Toshirō Mifune   | Câștigat     | [ 33 ] [ 34 ]         |
| Premiile Mainichi                                            | 1958                          | cele mai bune decoruri     | Yoshirō Muraki   | Câștigat     | [ 33 ] [ 34 ]         |
| Premiile Panglica Albastră                                   | 11 februarie 1958             | cele mai bune decoruri     | Yoshirō Muraki   | Câștigat     | [ 145 ]               |
| Premiile ministrului educației din Japonia                   | 29 martie 1958                | actorie de film            | Isuzu Yamada     | Câștigat     | [ 149 ]               |

## Moștenire
Versiunea cinematografică Macbeth (1971) a lui Roman Polanski are similitudini cu Tronul însângerat în ceea ce privește filmarea deplasării pe drumuri cotite, decorurile și muzica cu scopul de a sugera mai clar stările psihologice ale personajelor. Scena morții generalului Washizu a fost sursa de inspirație a scenei morții lui Margaret White din filmul Carrie (1976), în care personajul Carrie White își folosește puterile telechinetice pentru a arunca mai multe cuțite către mama ei. Tronul însângerat a inspirat, de asemenea, o scenă a filmului anime Millennium Actress (2001) în care tânărul Fujiwara întâlnește o vrăjitoare bătrână în fața unei vârtelnițe, amintind de întâlnirea celor doi generali cu Duhul Pădurii/Vrăjitoarea. Kurosawa a revenit ulterior la adaptarea creațiilor shakespearene, alegând tragedia Regele Lear pentru filmul Ran (1985) și mutând iarăși acțiunea în Japonia feudală.
Filmul lui Kurosawa a fost adaptat pentru teatru de regizorul american Ping Chong într-o dramatizare cu durata de 1 oră și 40 de minute, care a avut premiera în anul 2010 la Festivalul Shakespeare din Oregon, organizat în orașul Ashland. Deși textul dramatizării este scris în limba engleză, Ping Chong a renunțat la replicile din piesa lui Shakespeare. Reprezentațiile acestei dramatizări au avut loc off Broadway pe scena Howard Gilman Opera House din New York până la 13 noiembrie 2010. Într-o recenzie publicată în ziarul The New York Times, criticul de teatru american Charles Isherwood a scris că „dacă nu ar fi costumele superbe – chimonourile foșnitoare din mătase și armurile de samurai realizate din piele neagră strălucitoare –, Throne of Blood al lui Ping Chong [...] ar fi la fel de plictisitor de privit pe cât este de ascultat”. Regizorul nu a putut replica pe scenă atmosfera și intensitatea acțiunii din filmul lui Kurosawa, iar majoritatea actorilor nu au impresionat, cu excepția actriței japoneze Ako (interpreta doamnei Asaji).

## Legături externe
- en  Tronul însângerat la Internet Movie Database
- en  Tronul însângerat la AllRovi
- en  Notă cu privire la film în programul Festivalului Internațional de Film de la San Francisco din 1957
- ja Tronul însângerat în Japanese Movie Database
- en  Tronul însângerat la Rotten Tomatoes
- en  Throne of Blood: Shakespeare Transposed, un eseu de Stephen Prince pentru Criterion Collection